# トマス・チューダー・タッカー (財務官)

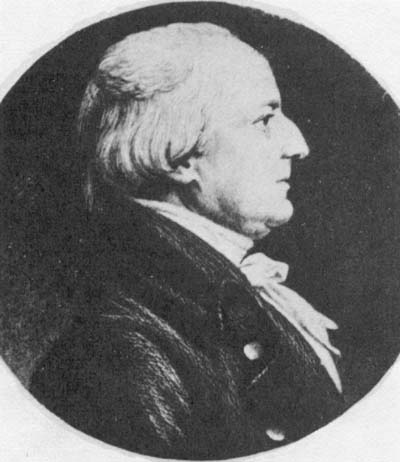
トマス・タッカー

トマス・チューダー・タッカー（Thomas Tudor Tucker, 1745年6月25日 - 1828年5月2日）は、アメリカ合衆国の医師、政治家。

## 生涯
1745年、タッカーはバミューダ諸島のセントジョージにおいて、イギリスからの移民の家系に生まれた。カッターはスコットランドのエディンバラ大学で医学を学び、卒業後はアメリカ大陸へ渡った。当初はバージニア州に居住したが、間もなくサウスカロライナ州チャールストンへと移り、開業医となった。
タッカーは早い時期からアメリカの独立を支持していた。タッカーは1776年にサウスカロライナ州下院議員に選出され、1788年までその職を務めた。1781年には大陸軍に加わり、南部戦線で外科医として1783年まで貢献した。タッカーは1777年および1778年に、サウスカロライナ州の代表として大陸会議に参加した。
タッカーは、中央政府に多くの権限を付与した合衆国憲法に反対の立場を示した。だがタッカーは合衆国下院議員に選任され、1789年から1793年まで議員を務めた。
1801年12月1日、トマス・ジェファーソン大統領はタッカーを合衆国財務官に任命した。タッカーは続くジェームズ・マディソン政権、ジェームズ・モンロー政権、そしてジョン・クィンシー・アダムズ政権でも財務官を任され、1828年に死去するまで同職を務めた。また1809年から1817年までは、マディソン大統領の内科医も務めた。
1828年、タッカーはワシントンD.C.で死去した。タッカーの遺体は議会墓地に埋葬された。